# 7.5 سم كيه دبليو كيه 40
7.5 سم كيه دبليو كيه 40 (7.5 كامفاجن كانونا 40) مدفع ألماني من عيار 75 ملم في الحرب العالمية الثانية، تستخدم كتسلح أساسي للدبابات المتوسطة من طراز بانزر-4 الألمانية (طرازات F2 وما بعدها) وشتورمجيشوتس 3 (طرازات F وما بعدها) ومدمرات دبابات / مدافع هجومية شتورمجيشوتس 4. تم تعديل تصميم مدفع كيه دبليو كيه 40 من مدفع مضاد للدبابات المشابه، 7.5 سم باك 40.

## الذخيرة
تستخدم KwK 40 ذخيرة shell 75×495 mm R.